# Monument de Gwalior
Le monument de Gwalior est un petit édifice de forme octogonale édifié en bord du fleuve Hooghly, à Calcutta (Inde), à la mémoire des officiers et soldats anglais morts lors de la campagne de Gwalior, qui opposa en 1843 les forces de la Compagnie britannique des Indes orientales et l’armée mahratte.   

## Histoire
En 1843, à la mort de Jankoji Rao Scindia II, maharaja de Gwalior, un enfant fut nommé pour lui succéder, avec l’approbation des Anglais. Mais autour de cet enfant des intrigues se développèrent tendant à rétablir le pouvoir des Mahrattes dans la principauté et obtenir son indépendance. Le gouverneur général des Indes, Lord Ellenborough, exigea une réduction des forces armées à Gwalior. Le refus d’obtempérer provoqua la campagne de Gwalior des forces anglaises. 
Deux batailles simultanées entre les forces anglaises et mahrattes, à Maharajpur et Punniar, près de Gwalior, le 29 décembre 1843, sont gagnées par les Anglais qui y perdent 787 hommes (et les Mahrattes près de 3000). C’est à leur mémoire que Lord Ellenborough fait ériger le cénotaphe, à l’extrémité occidentale du Fort William, à Calcutta, en bord du fleuve Hooghly.

## Description
Le cénotaphe est érigé sur ordre de lord Ellenborough en 1847 par le colonel-ingénieur H. Goodwyn. Le monument emprunte beaucoup à l’architecture moghole. La base est une structure en marbre blanc de quelque 20 mètres de hauteur, avec un escalier intérieur en colimaçon menant à l'étage supérieur. Cet étage est un chhatri typique, terrasse octogonale ouverte à tous vents et surmontée d’un dôme de bronze soutenu par huit colonnettes de bronze également. Il semblerait que le dôme ait été moulé à partir de canons pris aux Mahrattes. 

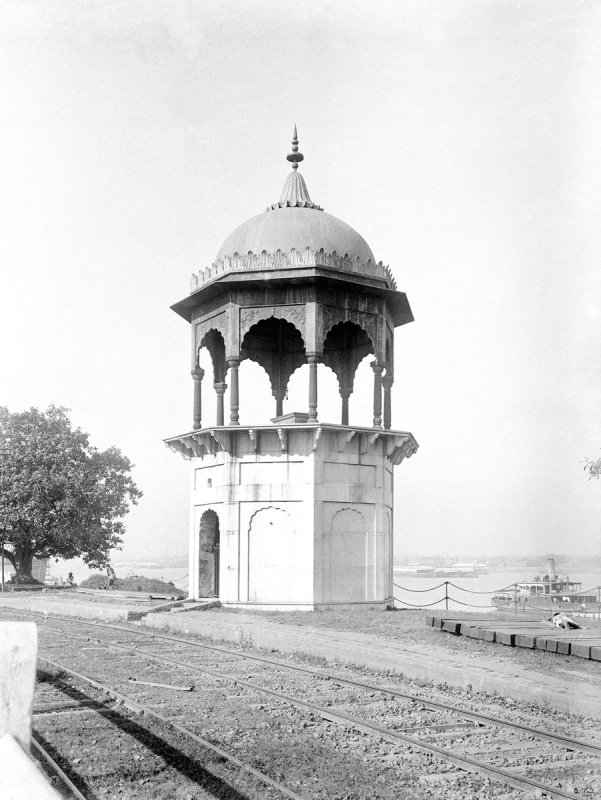
Le Monument de Gwalior, vers 1912

Le monument est situé entre le fleuve et la voie du chemin de fer circulaire de Calcutta. Il agrémente la longue promenade aménagée le long du fleuve. De la terrasse ou chhatri, on peut voir le fleuve sur une grande longueur, du Vidyasagar setu au pont de Howrah.